# Христос та жінка, викрита в перелюбі
«Христос та жінка, викрита в перелюбі» (нід. Christus en de overspelige vrouw) — картина фламандського художника Пітера Брейгеля Старшого; створена в 1565 році. За основу взято релігійний сюжет Євангелія від Івана (Ів. 8:2-11) Нового Заповіту. Картина знаходиться в фондах Галереї Курто Лондон, Велика Британія, де їй присвоєно інвентаризаційний номер — P.1978.PG.48.

## Історія
Картина належить до періоду, який дослідники творчості художника називають «передсмертним». Він характеризується виконанням за допомогою сутінкової, монохромної палітри (попелясті тони фарб. Пітер Брейгель Старший, у властивій йому манері, передає біблійний сюжет в атиповій манері. Центральною фігурою картини є жінка, звинувачена в блуді, яка стоїть прямо і підноситься як над своїми обвинувачами, так і над самим Ісусом. Останній зображений схиленим над землею під час написання речення фламандською мовою: «Die sonder sonde is, die w …» («Хто з вас без гріха, нехай перший кине в неї камінь»). Показовим є те, що художник зобразив лише один камінь, чого було недостатньо для здійснення покарання. Цим лише підкреслювалася абсурдність дії з боку фарисеїв і книжників.
Пітер Брейгель Старший передав цю картину у спадок своєму синові — Яну Брейгелю Старшому, який, своєю чергою, заповідав її архієпископу Мілана Федеріко Борромео. До слова, архієпископ замовив копію цієї картини і повернув оригінал назад родині художника.
Картина була викрадена 2 лютого 1982 року з Галереї Курто і повернута назад тільки через 10 років, в 1992 році. Після злочину, експерти оцінили збитки від крадіжки картини в 1 мільйон доларів.

## Опис
Сюжет картини відображає епізод новозавітної історії, що міститься в Євангелії від Івана (Ів. 8: 2-11). Жінка, викрита в перелюбстві була засуджена на страту — побиття камінням. Ісус проповідував у храмі і в цей момент фарисеї і книжники привели до нього жінку. Вони звернулися до Ісуса з проханням розтлумачити, як їм вчинити з нею, адже в законах від Мойсея подібні дії належало карати побиттям камінням. Таким кроком вони намагалися заманити Ісуса в логічну пастку, оскільки будь-яка його відповідь мала б негативні наслідки. Відпустити жінку, означало б недотримання законів Мойсея. Виконати страту — підти проти римського імператора. Суперечка була вирішена лише однією фразою: «Хто з вас без гріха, нехай перший кине в неї камінь». Фарисеї і книжники почали розходитися і в підсумку один Ісус, що схилившись до землі писав цю фразу, залишився наодинці з жінкою.